# Gottfrid Svartholm
Per Gottfrid Svartholm Warg (Nascido em 17 de outubro de 1984), conhecido como anakata, é um cidadão Sueco especialista em computação, conhecido como o antigo coproprietário da empresa de web hosting PRQ e cofundador do site The Pirate Bay com Fredrik Neij e Peter Sunde. Ele também criou o software tracker Hypercube (software de código aberto sob licença não específica), que foi usada para executar o site The Pirate Bay e tracker.
Partes de uma entrevista com Svartholm comentando sobre a batida policial de Maio de 2006 do The Pirate Bay foram destaques no Good Copy Bad Copy e Steal This Film. Gottfrid também aparece no documentário TPB AFK, de 2013.

## Questões legais
- Ver também: Processos contra o Pirate Bay

Em 31 de Janeiro de 2008, operadores do The Pirate Bay — Peter Sunde, Fredrik Neij, Gottfrid Svartholm e Carl Lundström (CEO do antigo The Pirate Bay ISP) — foram acusados de "promover as violações de outras pessoas quanto às leis de direitos autorais". O julgamento começou em 16 de fevereiro de 2009.  Em 17 de abril de 2009, Sunde e seus co-réus foram encontrados para serem julgados por "apoio na disponibilização de conteúdo de direitos autorais" na corte de distrito de Stockholm (tingsrätten). Cada réu foi condenado a um ano de prisão e a pagar uma indenização de 30 milhões de Coroas suecas (aproximadamente €3.390.317,00 ou US$ 4.222.980,00 ou R$ 7.500.000,00), a repartir-se entre os quatro réus. Os advogados dos réus têm apelado à corte através de um pedido de um julgamento em tribunal por causa da recente suspeita de preconceito em nome do juiz Tomas Norström. No direito sueco, o veredicto não é legal até que todos os recursos tenham sido processados.
A partir de 20 de abril de 2009, Svartholm é objecto de um inquérito pelo Ministério Público Sueco, olhando para seu papel em The Student Bay, um site especializado em textos acadêmicos de compartilhamento de arquivos. Svartholm afirma que ele não tinha conhecimento do site. O site foi denunciado pela associação sueca para escritores educacionais em Dezembro de 2008, alegando que ele violou a lei de direitos autorais.
Em outubro de 2009, o Tribunal Distrital de Estocolmo ordenou que Svartholm está proibido de operar o Pirate Bay, apesar do fato de não estar mais mais vivendo na Suécia e de o Pirate Bay não estar localizado lá.
Em outubro de 2011, um tribunal sueco ordenou que Svartholm fosse preso por não comparecer a uma audiência de tribunal.
Em 30 de agosto de 2012, a pedido das autoridades suecas, Svartholm foi preso pela polícia do Camboja na capital Phnom Penh, onde aparentemente residiu por alguns anos. Em Setembro de 2012 seu visto expirou e ele foi deportado para seu país de origem, onde foi preso e indiciado em mais um caso, desta vez por invadir e tentar fraudar servidores da Logica, uma companhia de TI relacionada à administração fiscal sueca. Gottfrid passou três meses na solitária, onde apenas recebia visitas de sua mãe e podia ler algumas cartas, muitas delas enviadas por usuários do The Pirate Bay. Em setembro de 2015, Gottfrid Svartholm foi libertado da prisão. Sua mãe disse ao site TorrentFreak que “o que Gottfrid quer fazer agora, mais do que qualquer outra coisa, é voltar ao seu trabalho de desenvolvimento em TI”.